# 阿谢尔城站
阿谢尔城站（法語：Gare d'Achères-Ville），是法国的一个铁路车站，位于伊夫林省阿谢尔。属于第五收费区（法語：Zone 5）。本站每天白天20分钟一班列车，夜间30分钟一班列车，高峰期为10分钟一班列车。

## 位置
本站位于阿谢尔，是一个属于大区快铁A线A3支线和巴黎圣拉扎尔线的一座车站，开通于1976年5月。